# Козлівська сільська рада (Могилів-Подільський район)
| Козлівська сільська рада — колишній орган місцевого самоврядування у Могилів-Подільському районі Вінницької області з адміністративним центром у с. Козлів. Сільській раді були підпорядковані населені пункти: - с. Козлів - с. Липчани - с. Нагоряни |

## Склад ради
Рада складалася з 16 депутатів та голови.

## Керівний склад сільської ради
| ПІБ                        | Основні відомості                                                                  | Дата обрання | Дата звільнення |
| -------------------------- | ---------------------------------------------------------------------------------- | ------------ | --------------- |
| Кушнір Анатолій Григорович | Сільський голова, 1949 року народження, освіта, член Соціалістичної партії України | 26.03.2006   | 31.10.2010      |
| Сафтюк Микола Іванович     | Сільський голова, 1970 року народження, освіта вища, безпартійний                  | 31.10.2010   |                 |

Примітка: таблиця складена за даними джерела